# Dêqên
| Tibetische Bezeichnung                                    |
| --------------------------------------------------------- |
| Tibetische Schrift: བདེ་ཆེན་བོད་རིགས་རང་སྐྱོང་ཁུལ་                |
| Wylie-Transliteration: bde chen bod rigs rang skyong khul |
| Aussprache in IPA: [tetɕẽ]                                |
| Offizielle Transkription der VRCh: Dêqên                  |
| THDL-Transkription: Dechen                                |
| Chinesische Bezeichnung                                   |
| Traditionell: 迪慶藏族自治州                              |
| Vereinfacht: 迪庆藏族自治州                               |
| Pinyin:Díqìng Zàngzú zìzhìzhōu                            |

Der autonome Bezirk Dêqên (chin. Diqing, tibetisch བདེ་ཆེན་བོད་རིགས་རང་སྐྱོང་ཁུལ།, chinesisch 迪庆藏族自治州) der Tibeter liegt im Nordwesten der chinesischen Provinz Yunnan und ist der tibetischen Kulturregion Kham zuzurechnen. Dêqên hat eine Fläche von 23.186 km² und 387.511 Einwohner (Stand: Zensus 2020).

## Administrative Gliederung
Der autonome Bezirk setzt sich auf Kreisebene aus einer kreisfreien Stadt, einem Kreis und einem autonomen Kreis zusammen. Diese sind (Stand: Zensus 2020):
- Stadt Shangri-La (香格里拉市), 11.425 km², 186.412 Einwohner, Regierungssitz: Großgemeinde Jiantang (建塘镇), Zentrum, Sitz der Bezirksregierung, hervorgegangen aus dem ehemaligen Kreis Zhongdian (tib. Gyalthang);
- Kreis Dêqên (德钦县), 7.293 km², 54.736 Einwohner, Hauptort: Großgemeinde Shengping (升平镇);
- autonomer Kreis Weixi der Lisu (维西傈僳族自治县), 4.473 km², 146.363 Einwohner, Hauptort: Großgemeinde Baohe (保和镇).

## Ethnische Gliederung der Bevölkerung (2000)
Beim Zensus im Jahr 2000 hatte Dêqên 353.518 Einwohner (Bevölkerungsdichte: 14,81 Einw./km²).
| Name des Volkes | Einwohner | Anteil  |
| --------------- | --------- | ------- |
| Tibeter         | 117.099   | 33,12 % |
| Lisu            | 98.195    | 27,78 % |
| Han             | 57.928    | 16,39 % |
| Naxi            | 45.269    | 12,81 % |
| Bai             | 18.182    | 5,14 %  |
| Yi              | 11.616    | 3,29 %  |
| Hui             | 1.496     | 0,42 %  |
| Primi           | 1.496     | 0,42 %  |
| Miao            | 1.434     | 0,41 %  |
| Nu              | 241       | 0,07 %  |
| Derung          | 137       | 0,04 %  |
| Sonstige        | 425       | 0,11 %  |